# Arquidiocese de Caracas
A Arquidiocese de Caracas ou Santiago de Venezuela (Archidiœcesis Caracensis o S. Iacobi in Venezuela) é uma arquidiocese da Igreja Católica situada em Caracas, na Venezuela. Seu atual Arcebispo é Raúl Biord Castillo, S.D.B.. Sua Sé é a Catedral Metropolitana de Santa Ana.
Possui 118 paróquias servidas por 340 padres, contando com 85,3% da população jurisdicionada batizada.

## História
A diocese da Venezuela foi erigida em 21 de junho de 1531 com a bula Pro Excellenti Praeminentia do papa Clemente VII, logo após a conquista espanhola. Originalmente, era sufragânea da arquidiocese de Sevilha.
Em 12 de fevereiro de 1546 passou a fazer parte da província eclesiástica da arquidiocese de Santo Domingo.
No início a sé episcopal era em Coro, até 20 de julho de 1637, quando foi transferida para Santiago de León de Caracas.
Em 1752 cede uma porção do seu território, que, de fato, foi, no entanto, administrado pela diocese de San Juan de Porto Rico, em vantagem da ereção da prefeitura apostólica de Curaçao (atual diocese de Willemstad).
Em 24 de novembro de 1803 foi elevada ao posto de arquidiocese metropolitana com a bula In universalis Ecclesiæ regimine do Papa Pio VII.
Successivamente cedeu várias porções de seu território em vantagem da ereção de novas dioceses:
- em 7 de março de 1863 em vantagem da ereção da diocese de Calabozo (hoje arquidiocese);
- em 12 de outubro de 1922 em vantagem da ereção da diocese de Valencia en Venezuela (hoje arquidiocese);
- em 21 de junho de 1958 em vantagem da ereção da Diocese de Maracay;
- em 23 de julho de 1965 em vantagem da ereção da Diocese de Los Teques;
- em 15 de abril de 1970 em vantagem da ereção da Diocese de La Guaira.
- em 16 de novembro de 2021 em vantagem da ereção da Diocese de Petare

## Prelados
Responsáveis locais:
|                          | Nome                                                      | Período     | Notas                                           |
| Arcebispos               | Arcebispos                                                | Arcebispos  | Arcebispos                                      |
| ------------------------ | --------------------------------------------------------- | ----------- | ----------------------------------------------- |
| 17º                      | Raúl Biord Castillo, S.D.B.                               | 2024 -      | Atual                                           |
| 16º                      | Baltazar Enrique Cardeal Porras Cardozo                   | 2023 - 2024 |                                                 |
| 15º                      | Jorge Cardeal Liberato Urosa Savino †                     | 2005 - 2018 |                                                 |
| 14º                      | Antonio Ignacio Cardeal Velasco Garcia, S.D.B. †          | 1995 - 2003 |                                                 |
| 13º                      | José Cardeal Alí Lebrún Moratinos †                       | 1980 - 1995 |                                                 |
| 12º                      | José Humberto Cardeal Quintero Parra †                    | 1960 - 1980 |                                                 |
| 11º                      | Rafael Ignacio Arias Blanco †                             | 1955 - 1959 |                                                 |
| 10º                      | Lucas Guillermo Castillo Hernández †                      | 1946 - 1955 |                                                 |
| 9º                       | Felipe Rincón González †                                  | 1916 - 1946 |                                                 |
| 8º                       | Juan Bautista Castro †                                    | 1904 - 1915 |                                                 |
| 7º                       | Críspulo Uzcátegui †                                      | 1884 - 1904 |                                                 |
| 6º                       | José Antonio Ponte †                                      | 1876 - 1883 |                                                 |
| 5º                       | Silvestre Guevara y Lira †                                | 1852 - 1876 |                                                 |
| 4º                       | Ignacio Fernández Peña †                                  | 1841 - 1849 |                                                 |
| 3º                       | Ramón Ignacio Méndez †                                    | 1827 - 1839 |                                                 |
| 2º                       | Narciso Coll y Prat †                                     | 1808 - 1822 |                                                 |
| 1º                       | Francisco de Ibarra †                                     | 1803 - 1806 |                                                 |
| Arcebispos-coadjutor     |                                                           |             |                                                 |
|                          | José Alí Lebrún Moratinos                                 | 1972-1980   |                                                 |
|                          | Rafael Ignacio Arias Blanco                               | 1952-1955   |                                                 |
|                          | Lucas Guillermo Castillo Hernández                        | 1939-1946   |                                                 |
|                          | Juan Bautista Castro                                      | 1903-1904   |                                                 |
| Bispos                   |                                                           |             |                                                 |
| 28º                      | Francisco de Ibarra †                                     | 1798 - 1803 |                                                 |
| 27º                      | Juan Antonio de la Virgen María y Viana, O.C.D. †         | 1792 - 1798 |                                                 |
| 26º                      | Mariano Martí †                                           | 1770 - 1792 |                                                 |
| 25º                      | Diego Antonio Díez Madroñero †                            | 1756 - 1769 |                                                 |
| 24º                      | Francisco Julián de Antolino †                            | 1752 - 1755 |                                                 |
| 23º                      | Manuel Machado y Luna †                                   | 1749 - 1752 |                                                 |
| 22º                      | Manuel Jiménez Bretón †                                   | 1748 - 1749 |                                                 |
| 21º                      | Juan García Abadiano †                                    | 1742 - 1747 |                                                 |
| 20º                      | José Félix Valverde †                                     | 1728 - 1738 | Nomeado Bispo de Morelia                        |
| 19º                      | Juan José de Escalona y Calatayud †                       | 1717 - 1728 | Nomeado Bispo de Morelia                        |
| 17º                      | Francisco del Rincón, O.M. †                              | 1711 - 1716 | Nomeado Arcebispo de Bogotá                     |
| 16º                      | Diego de Baños y Sotomayor, O.M. †                        | 1683 - 1706 |                                                 |
| 15º                      | Antonio González de Acuña †                               | 1670 - 1683 |                                                 |
| 14º                      | Alonzo de Briceño, O.F.M. †                               | 1659 - 1668 |                                                 |
| 13º                      | Mauro Diego (Marcos) de Tovar y Valle Maldonado, O.S.B. † | 1639 - 1652 | Nomeado Bispo de San Cristóbal de Las Casas     |
| 12º                      | Juan López de Agurto de la Mata †                         | 1634 - 1637 |                                                 |
| 11º                      | Gonzalo de Angulo, O.M. †                                 | 1617 - 1633 |                                                 |
| 10º                      | Juan Bartolomé de Bohórquez e Hinojosa, O.P. †            | 1611 - 1617 | Nomeado Bispo de Antequera                      |
| 9º                       | Antonio de Alzega (Alcega), O.F.M. †                      | 1605 - 1610 |                                                 |
| 8º                       | Domingo (Pedro) de Oña, O. de M. †                        | 1601 - 1605 | Nomeado Bispo de Gaeta                          |
| 7º                       | Domingo de Salinas, O.P. †                                | 1597 - 1600 |                                                 |
| 6º                       | Pedro Mártin Palomino, O.P. †                             | 1594 - 1596 |                                                 |
| 5º                       | Juan Manuel Martínez de Manzanillo, O.P. †                | 1583 - 1592 |                                                 |
| 4º                       | Pedro de Agreda (Sánchez Martín), O.P. †                  | 1561 - 1580 |                                                 |
| 3º                       | Juan Simancas Simancas †                                  | 1556 - 1561 | Nomeado Bispo de Cartagena                      |
| 2º                       | Miguel Jerónimo de Ballesteros †                          | 1546 - 1555 |                                                 |
| 1º                       | Rodrigo de Bastidas y Rodríguez de Romera †               | 1531 - 1541 | Nomeado Bispo de San Juan de Porto Rico         |
| Bispos-auxiliar          |                                                           |             |                                                 |
|                          | Lisandro Alirio Rivas Durán, I.M.C.                       | 2021-2024   | Nomeado Bispo de San Cristóbal de Venezuela     |
|                          | Carlos Márquez Delima                                     | 2021-       | Atual                                           |
|                          | Ricardo Aldo Barreto Cairo                                | 2019-2024   | Nomeado bispo de Valle de la Pascua             |
|                          | Enrique José Parravano Marino, S.D.B.                     | 2016-2019   | Nomeado bispo de Maracay                        |
|                          | José Trinidad Fernández Angulo                            | 2014-2021   | Nomeado bispo de Trujillo                       |
|                          | Tulio Luis Ramírez Padilla                                | 2012-2020   | Nomeado bispo de Guarenas                       |
|                          | Fernando José Castro Aguayo                               | 2009-2015   | Nomeado bispo de Margarita                      |
|                          | Jesús González de Zárate Salas                            | 2007-2018   | Nomeado arcebispo de Cumaná                     |
|                          | Luis Armando Tineo Rivera                                 | 2007-2013   | Nomeado bispo de Carora                         |
|                          | Pedro Nicolás Bermúdez Villamizar, C.I.M.                 | 1997-2009   |                                                 |
|                          | Saúl Figueroa Albornoz                                    | 1997-2011   | Nomeado bispo de Puerto Cabello                 |
|                          | José de la Trinidad Valera Angulo                         | 1997-2001   | Nomeado bispo de La Guaira                      |
|                          | Rafael Ramón Conde Alfonzo                                | 1995-1997   | Nomeado bispo coadjutor de La Guaira            |
|                          | Roberto Antonio Dávila Uzcátegui                          | 1992-2005   |                                                 |
|                          | Mario del Valle Moronta Rodríguez                         | 1990-1995   | Nomeado bispo de Los Teques                     |
|                          | Diego Rafael Padrón Sánchez                               | 1990-1994   | Nomeado bispo de Maturín                        |
|                          | Ubaldo Ramón Santana Sequera, FMI                         | 1990-1991   | Nomeado bispo de Ciudad Guayana                 |
|                          | José Vicente Henriquez Andueza, S.D.B.                    | 1985-1987   | Nomeado bispo de Maracay                        |
|                          | Jorge Liberato Urosa Savino                               | 1982-1990   | Nomeado arcebispo de Valência na Venezuela      |
|                          | Miguel Delgado Avila, S.D.B.                              | 1979-1991   | Nomeado bispo de Barcelona                      |
|                          | Vicente Ramón Hernández Peña                              | 1974-1976   | Nomeado bispo coadjutor de Trujillo             |
|                          | Alfredo José Rodríguez Figueroa                           | 1974-1987   | Nomeado bispo de Cumaná                         |
|                          | Marcial Augusto Ramírez Ponce                             | 1972-1996   | Nomeado bispo do Ordinário Militar da Venezuela |
|                          | Ramón Ovidio Pérez Morales                                | 1970-1980   | Nomeado bispo de Coro                           |
|                          | Jesús Maria Pellin                                        | 1965-1969   |                                                 |
|                          | Luis Eduardo Henríquez Jiménez                            | 1962-1972   | Nomeado bispo de Valência na Venezuela          |
|                          | José Rincón Bonilla                                       | 1961-1984   |                                                 |
|                          | Ramón J. Lizardi                                          | 1952-1972   |                                                 |
|                          | Nicolás Eugenio Navarro                                   | 1943-1960   |                                                 |
| Administrador Apostólico |                                                           |             |                                                 |
|                          | Baltazar Henrique Porras Cardozo                          | 2018-2023   | Nomeado Arcebispo                               |
|                          | Domingo de Silos Santiago Apollinario Moreno, O.S.B. †    | 1818 - 1824 |                                                 |